# Batalla d'Essarts

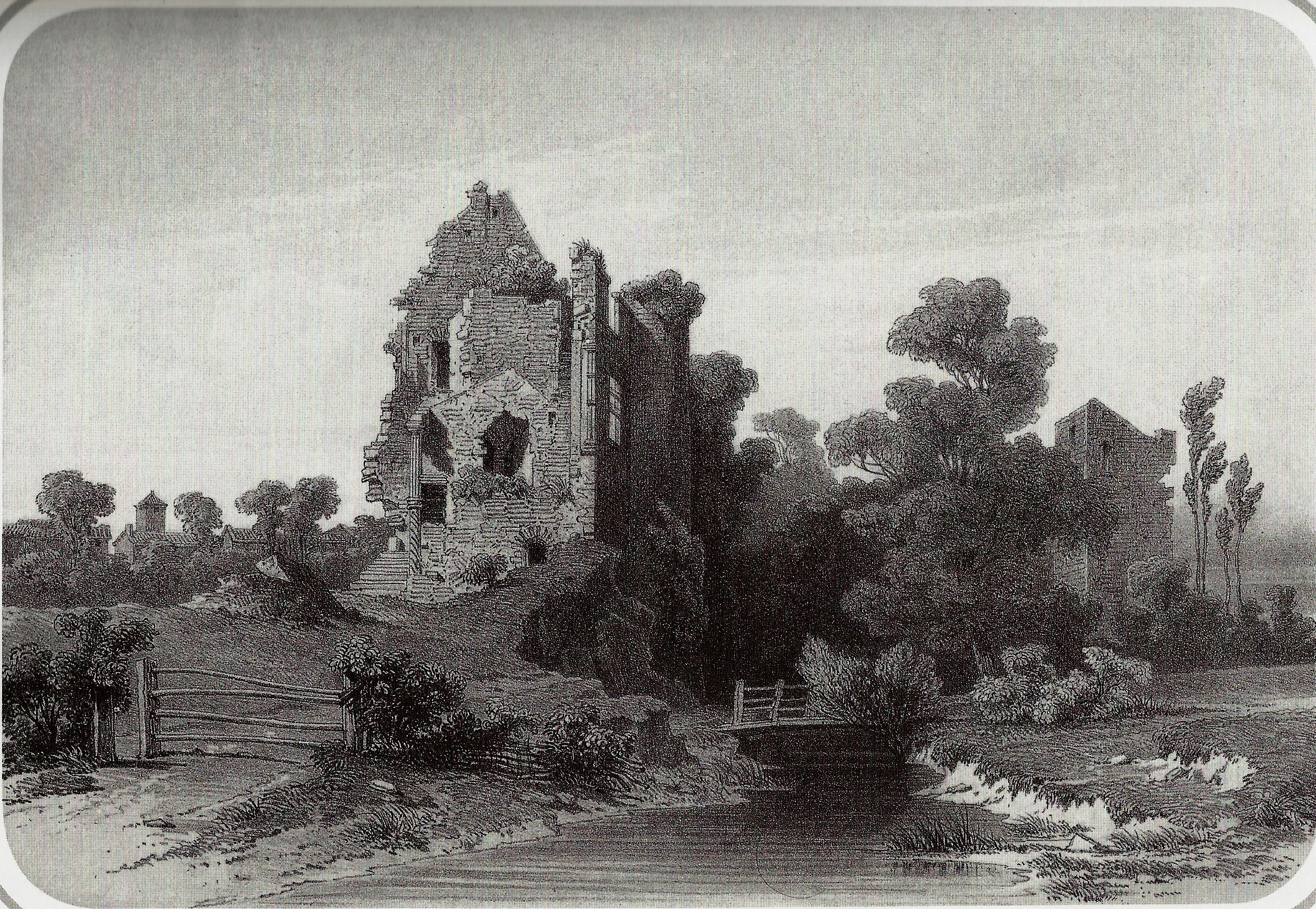
Castell d'Essarts, dibuix de Thomas Drake

La batalla d'Essarts va tenir lloc el 25 de juny de 1795 durant la Segona Guerra de Vendée. Acaba amb la victòria dels Vendéans que prenen per sorpresa el camp republicà d'Essarts.

## Preludi
El 24 de juny de 1795, el general de la Vendée François Athanase Charette de La Contrie va reunir les seves divisions al seu quarter general de Belleville. Aleshores va anunciar als seus homes que trencava el Tractat de La Jaunaye i que la guerra es reprèn. Aquesta decisió va ser presa per Charette sense consultar ni els seus oficials ni els generals dels altres exèrcits de Vendée.Aquest anunci va ser rebut en silenci pel seu exèrcit, sense protestes ni entusiasme. Alguns oficials, com Couëtus i Rezeau, van intentar en els dies següents mantenir-se conciliadors amb els republicans però no es van atrevir a pronunciar-se contra el seu general en cap.
El mateix dia de la concentració de Belleville, un destacament republicà de L'Oie, format per 24 a 40 homes, va arribar a la localitat, pel que sembla per lliurar una carta dels representants en missió, així com una ordre del Comitè de Ciutadania. seguretat ordenant “dispersar per la força qualsevol assemblea il·legal”.[nota 1.] Charette va empresonar els soldats republicans i va fer matar el seu guia, un patriota del país, que va ser degollat per un genet. El cap del destacament, el capità Marion, del 7è regiment de caçadors de cavalls, va ser alliberat el 7 de juliol per negociar un intercanvi de presoners, sense èxit. Alguns genets republicans van acceptar incorporar-se a les files dels reialistes, els altres van ser afusellats.
El 25 de juny, sense declaració de guerra, Charette va atacar el camp d'Essarts, situat a uns deu quilòmetres a l'est de Belleville.

## Forces presents
El camp d'Essarts estava ocupat per 500 homes del batalló de caçadors Saona-et-Loire i 30 cavallers del 7è regiment de caçadors de a cavalls.
Els Vendéans van ser de 1.500 a 1.800 segons els informes dels generals Canclaux i Legros. L'historiador Lionel Dumarcet esmenta entre 2.000 i 3.000 homes, entre ells 200 genets.
Es debat la qüestió de la participació de Charette en aquesta batalla. En les seves memòries, el cap de Vendée Pierre-Suzanne Lucas de La Championnière afirma que no va participar en l'atac. D'altra banda, un combatent de la Vendée anomenat François Eriau, de 18 anys i originari de Touvois, capturat el juliol de 1795, va afirmar durant el seu interrogatori pel districte de Challans que Charette comandava els insurgents durant la presa del lloc d'Essarts. El general Legros també indica en el seu informe "que una dona va informar vagament que Charette hi manava". L'historiador Lionel Dumarcet s'inclina a favor de la presència de Charette. Segons Eriau, els Vendéans es van enfrontar a la divisió del Pays de Retz comandada per Louis Guérin, la divisió del Marais comandada per François Pajot, la divisió de Vieillevigne comandada per Jean Guérin, conegut com Guérin el jove, i la divisió de Machecoul, de la qual ignora el nom del comandant perquè Victor Eriau "que el manava al front fou destituït del seu càrrec". Els informes republicans indiquen la presència de Charles Caillaud, cap de la divisió Chantonnay, i Pierre Rezeau, cap de la divisió de Montaigu.

## Procés
El 25 de juny, a les 10 del matí, els Vendeans van avançar al camp d'Essarts. Per enganyar els seus oponents, alguns porten uniformes blaus. ,3. Els republicans no estan en guàrdia i juguen a pilota quan comença l'atac. ,13,14.
Els Vendéans van entrar al camp quasi sense trobar resistència. Totalment sorpresos, els republicans van fugir cap al camp de Quatre-Chemins, a l'Oie. Alguns fugitius van ser degollats pels genets de la Vendée, mentre que els genets republicans no van tenir temps d'arribar als seus cavalls, de manera que estaven pasturant.
Els Vendéans van assaltar 500 parells de sabates, que acabaven de rebre els republicans, i part de les tripulacions de cavalleria. Després van calar foc al camp.
Els supervivents republicans van arribar al camp de L'Oie, encapçalats pel general Legros que va rebre aleshores dos oficials de la Vendée, els germans Béjarry, emissaris de l'exèrcit de Sapinaud que van marxar després cap a París per reunir-se amb el Comitè de Seguretat Pública. Davant la ira i les amenaces dels seus soldats contra els dos reialistes, el general Legros els va fer fora del camp amb bona escorta.

## Pèrdues
Les pèrdues no es coneixen amb precisió. El 26 de juny, el general Legros va escriure al representant de la missió Gaudin[nota 2] que 117 voluntaris del batalló Saona-et-Loire estaven desapareguts. En el seu informe,[nota 3] escrit el 27 de juny a Nantes, el general Canclaux afirma que entre 112 i 120 homes de 500 estan desapareguts. El líder d'esquadró Michalon dona un nombre de 150 a 200 morts, que probablement sigui exagerat segons l'historiador Lionel Dumarcet.
A les seves memòries,[nota 4] l'oficial de la Vendée Lucas de La Championnière va escriure que «pocs republicans van ser assassinats, quasi tots els vam fer presoners seguint l'ordre que havíem rebut». François Eriau només esmenta 38 presoners.
Per la banda de la Vendé, Lucas de La Championnière només esmenta dos soldats i dos oficials ferits: Pajot, que va ser colpejat per una baioneta, i Dumontier —o Desmortiers o fins i tot du Moutier de Rhedon— que va patir una ferida a la mandíbula destrossada per una bala.
Els presoners republicans van ser traslladats a Belleville, on Charette els va fer afusellar el 9 d'agost, com a represàlia per l'execució de 748 emigrants i chouans capturats durant l'expedició de Quiberon.